# Azerbajdzjans statliga mattmuseum
Azerbajdzjans statliga mattmuseum (azeriska: Azərbaycan milli xalça muzeyi) är ett textilmuseum i Baku i Azerbajdzjan.
Museet grundades 1967 på initiativ av mattformgivaren Latif Karimov (1906–1991). Det var ursprungligen lokaliserat till Jumamoskén i Icheri Sheher, som byggdes på 1400-talet och  renoverades på 1800-talet. År 1992, efter Sovjetunionens sammanbrott, flyttades museet till andra våningen av vad som nu är Bakus museumcentrum, en byggnad som tidigare varit en filial till Leninmuseet i Moskva.
Azerbajdzjans statliga mattmuseum flyttade till sin nya byggnad, som uppförts särskilt för ändamålet, 2014.

## Byggnad
Byggnaden ritades av den österrikiske konstnären Franz Janz (1946–2017). Den avser att se ut som en hoprullad matta. Den byggdes under sex år och blev färdig 2014.

## Samlingar
Museet har en samling på 10 000 föremål av keramik, metallhantverk från 1300-talet, smycken från bronsåldern, mattor, nationella klädesplagg och broderier.

## Bildgalleri

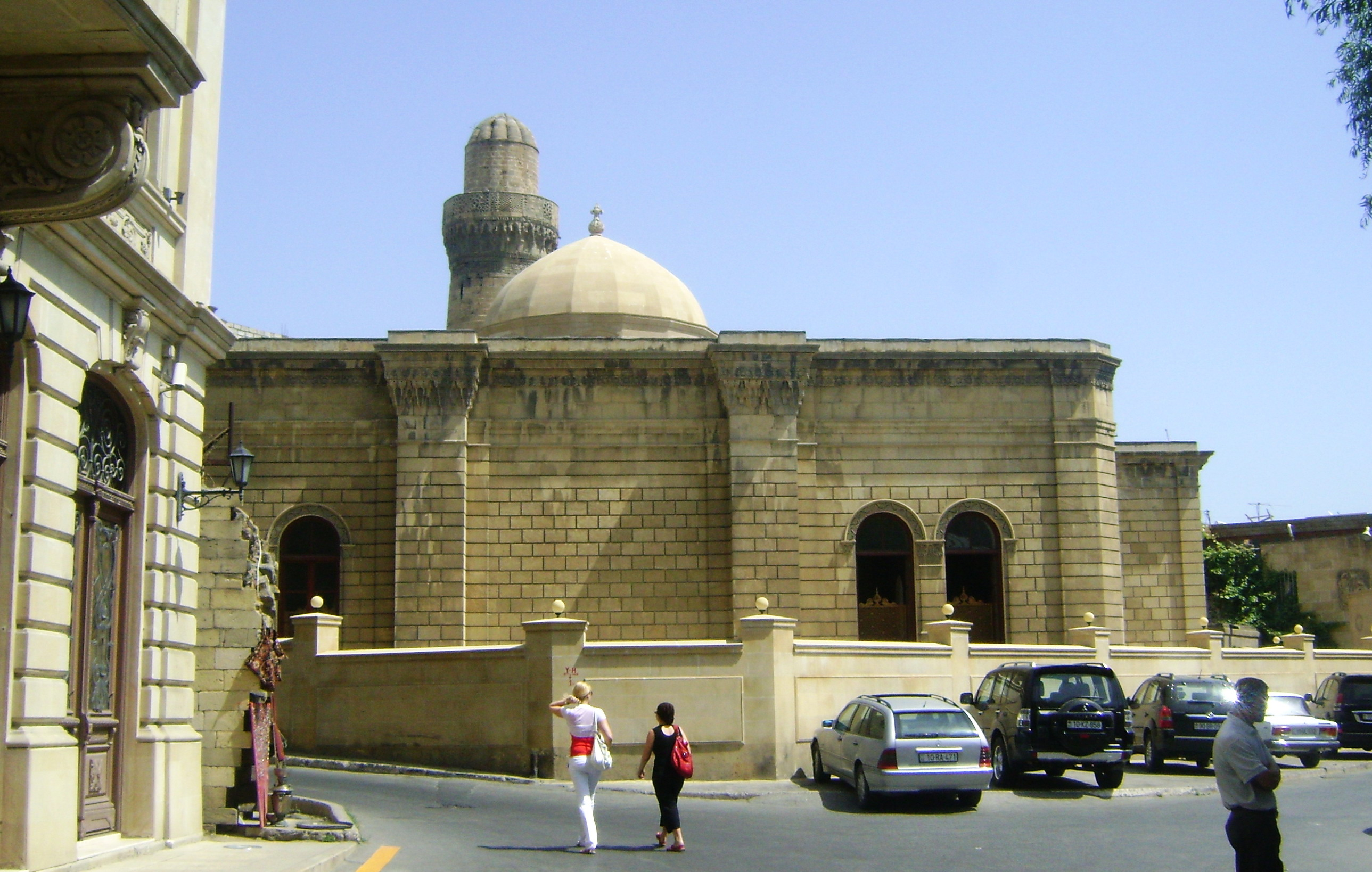
Mattmuseets tidigare lokaler fram till 2014, numera Jumamoskén
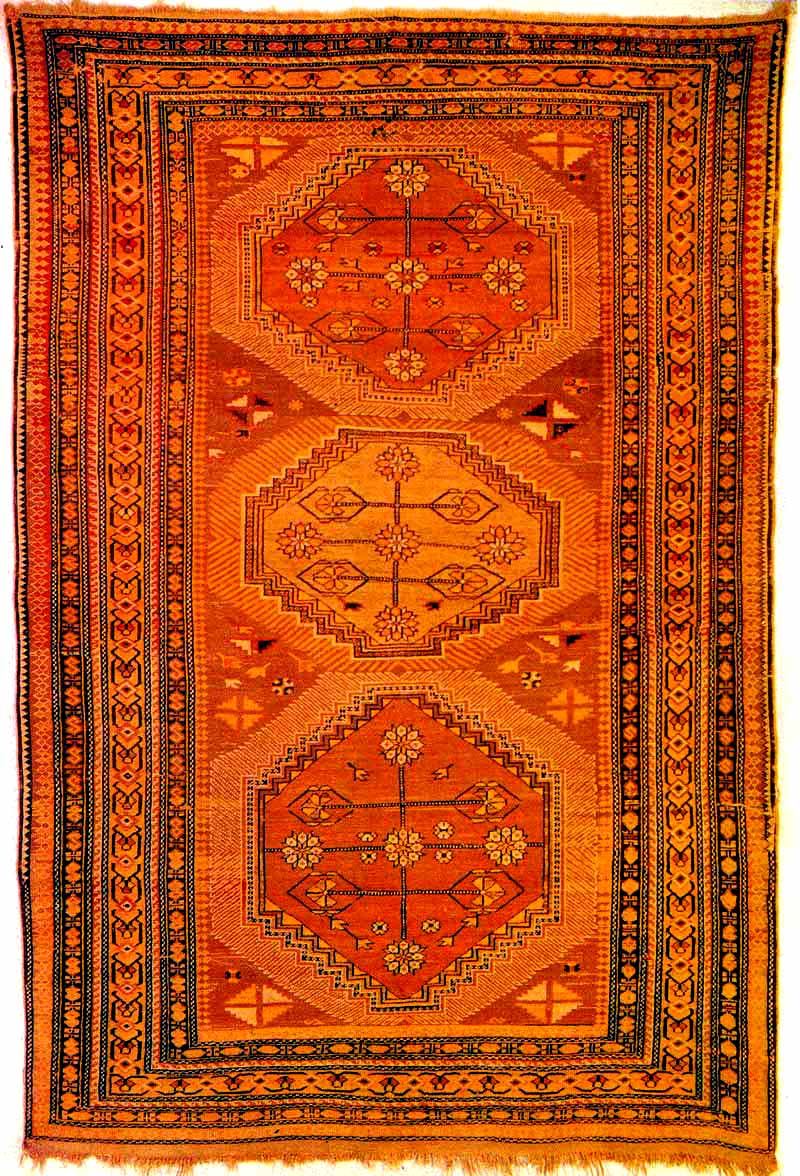
Surkhanimatta inom Bakugruppen
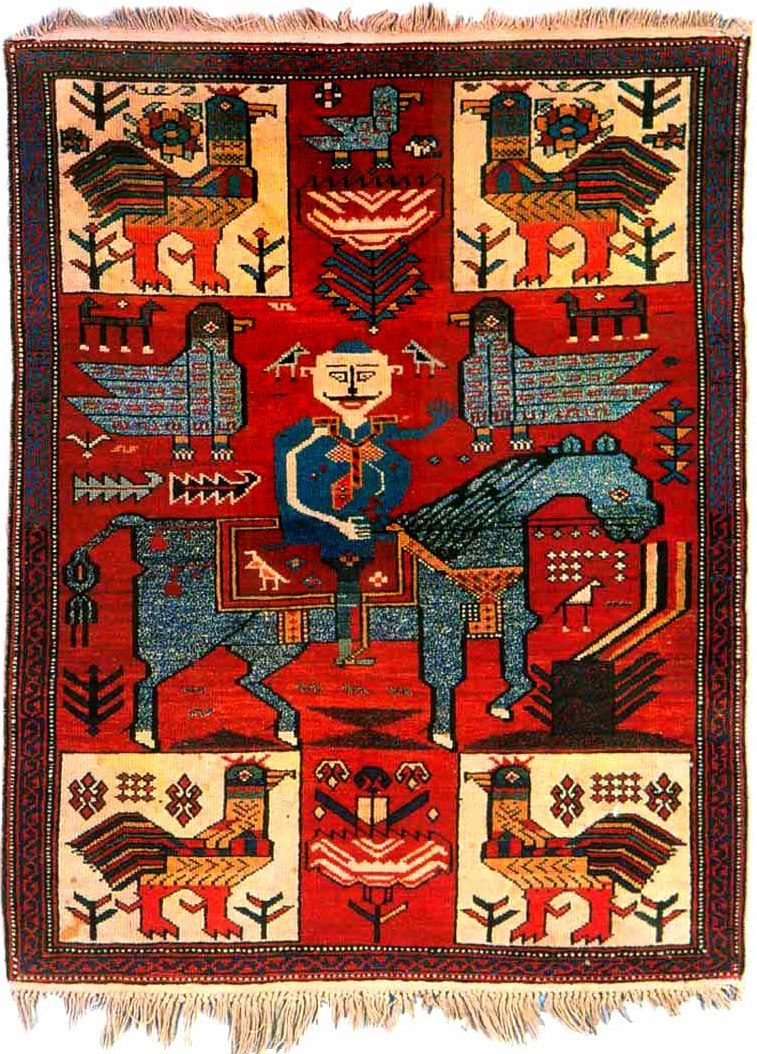
Ovchulugmatta, Shirvanskolan, från 1800-talet
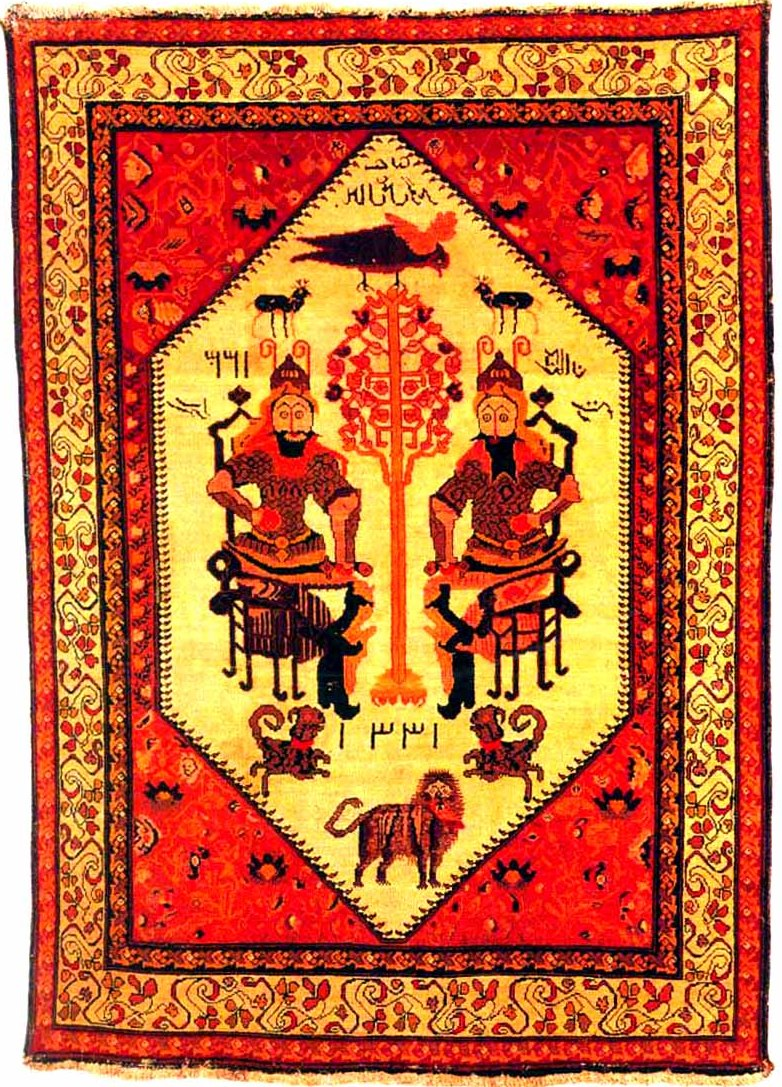
Matta från Karabakhskolan från 1800-talet med Rustam och Sohrad
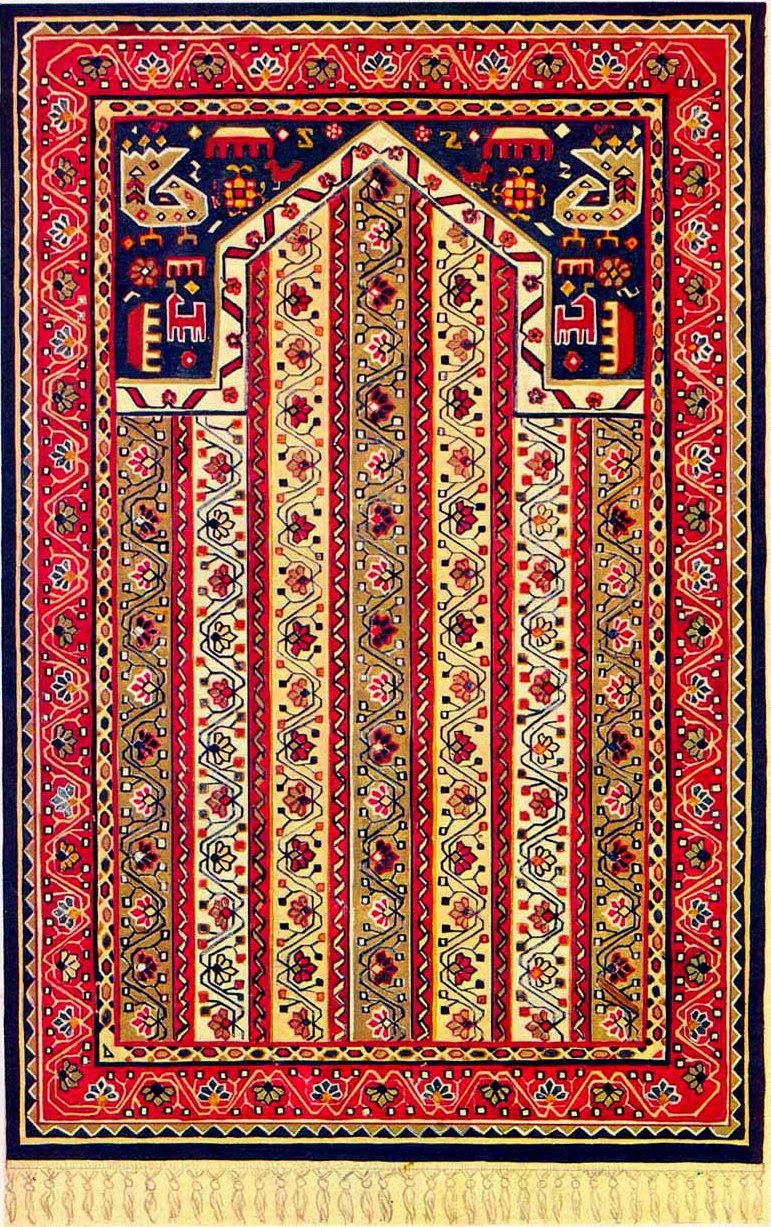
Bönematta från Maraza, Shirvanskolan, från 1800-talet
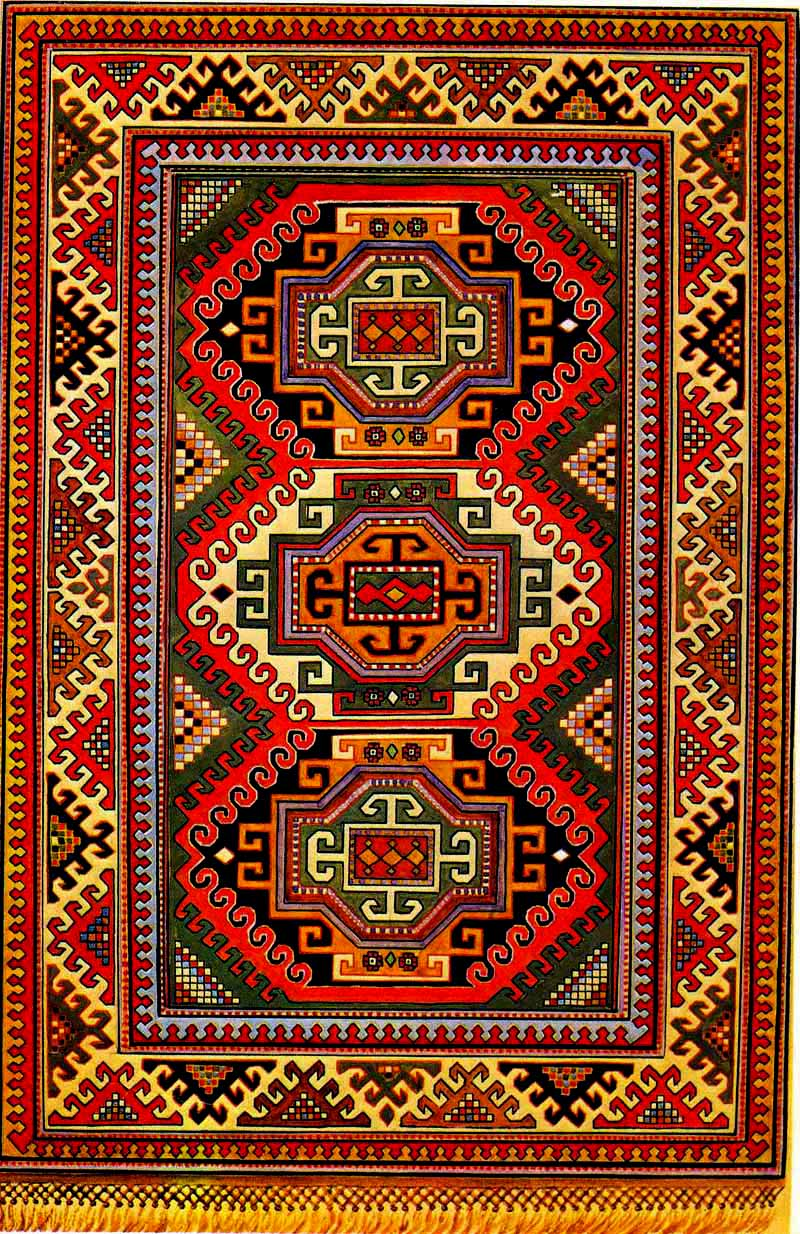
Oysuzlumatta, Kazakhskolan, från 1800-talet